# 컨트롤 마체테

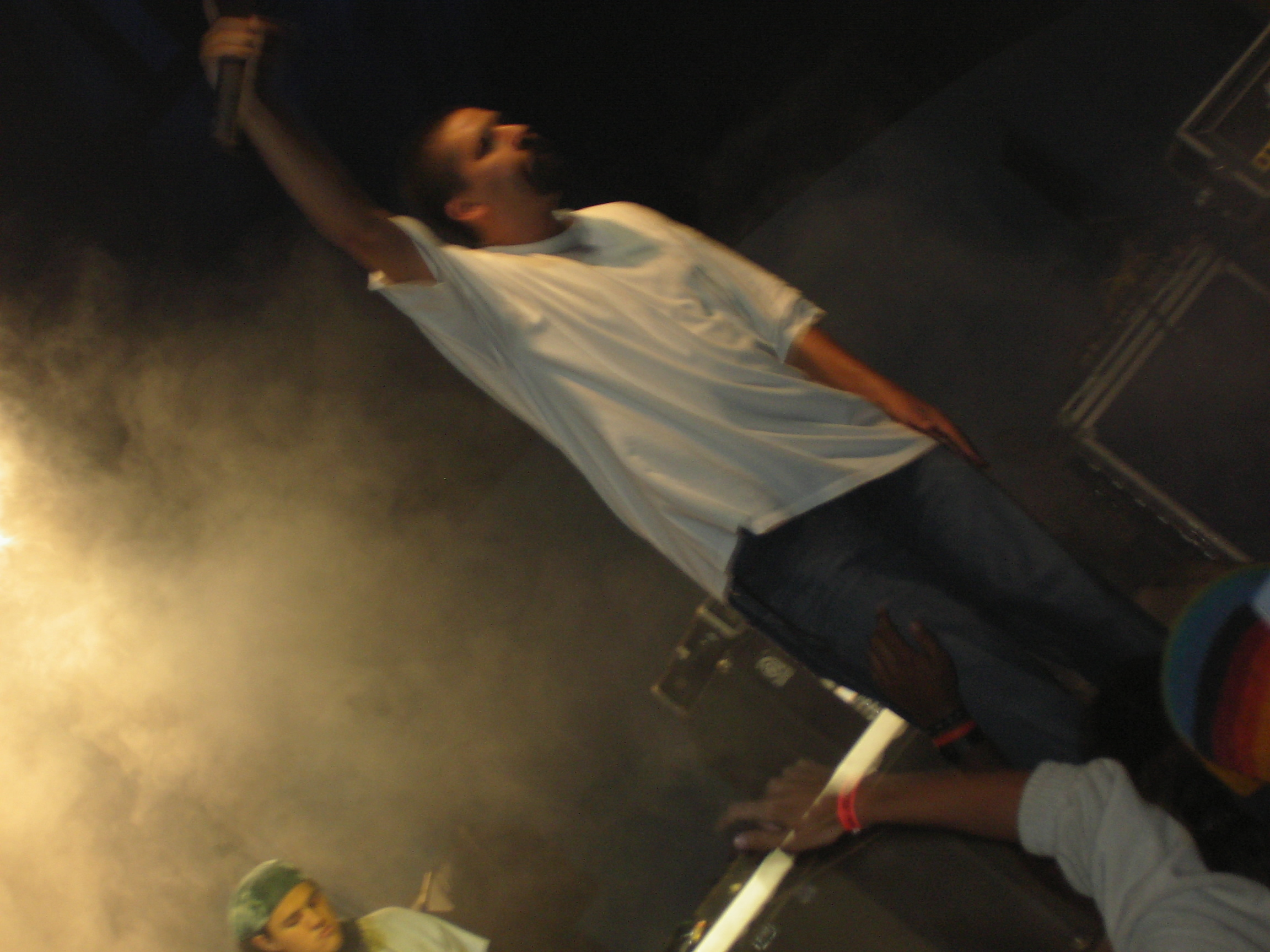
2005년 모습

컨트롤 마체테(Control Machete)는 누에보레온주 몬테레이 출신의 멕시코의 힙합 그룹이다. 구성원으로는 페르민 IV, 파토 마체테, 토이 케노비가 있다.

## 디스코그래피
- Mucho Barato... (1997)[2][3]
- Artillería Pesada Presenta (1999)
- Spanglish (2001)
- Solo Para Fanáticos (2002) (greatest hits)
- Uno, Dos: Bandera (2003)
- Eat, Breath, and Sleep (2006) (greatest hits)[4]
- Singles (2017)